# 香美町立柴山小学校
香美町立柴山小学校（かみちょうりつ しばやましょうがっこう）は、兵庫県美方郡香美町香住区上計にある公立小学校。

## 沿革
- 1875年（明治8年）7月2日 - 上計村に丹生小学校を設置[1]。
- 1885年（明治18年）4月1日 - 協純小学校丹生支校となる。
- 1887年（明治20年）4月1日 - 協純小学校より分離し、丹生簡易小学校と改称。
- 1892年（明治25年）4月1日 - 丹生尋常小学校と改称、沖浦分教場を設置。
- 1900年（明治33年）
  - 4月1日 - 沖浦分教場を廃止。
  - 6月1日 - 上計尋常小学校と改称。
  - 12月1日 - 沖浦冬季分教場を開設。
- 1901年（明治34年）11月1日 - 沖浦分教場を常設。
- 1907年（明治40年）9月30日 - 口佐津第三尋常小学校と改称。
- 1922年（大正11年）4月1日 - 沖浦分教場を廃止。
- 1924年（大正13年）4月1日 - 口佐津第三尋常高等小学校と改称。
- 1934年（昭和9年）2月22日 - 現校歌の制定。
- 1941年（昭和16年）4月1日 - 国民学校令により口佐津第三国民学校と改称。
- 1947年（昭和22年）4月1日 - 学制改革により口佐津村立柴山小学校と改称。
- 1952年（昭和27年）4月1日 - 柴山幼稚園併設。
- 1953年（昭和28年）9月1日 - 私立柴山中学校開校。
- 1955年（昭和30年）3月25日 - 町村合併により香住町立柴山小学校と改称。
- 1956年（昭和31年）4月1日 - 私立柴山中学校を香住第一中学校に統合、柴山分校となる（1958年廃止）。
- 1958年（昭和33年）4月26日 - 幼稚園を旧中学校舎に移転。
- 1959年（昭和34年）12月25日 - 現校舎を新築落成。
- 1975年（昭和50年）11月8日 - 創立百周年記念式典挙行。
- 1990年（平成2年）4月6日 - 改築新校舎入校式[2]。
- 1996年（平成8年）8月16日 - プール竣工式。
- 2005年（平成17年）4月1日 - 香住町・美方町・村岡町が合併し香美町発足に伴い、香美町立柴山小学校と改称。

## 通学区域
- 浦上、上計、沖浦[3]

## 進学先中学校
- 香美町立香住第一中学校

## 交通アクセス
- 西日本旅客鉄道（JR西日本）山陰本線 柴山駅より750m。